# Quatiguá
Quatiguá est une municipalité brésilienne située dans l'État du Paraná.